# جائزة الكرة الذهبية 1999
جائزة الكرة الذهبية 1999، جائزة سنوية تُعطى لأفضل لاعب كرة القدم في العالم من طرف مجلة فرانس فوتبول الفرنسية، كما تقرره لجنة دولية من الصحفيين الرياضيين، وفاز بالجائزة في 1999 اللاعب البرازيلي ريفالدو لاعب برشلونة.

## الترتيب
| الترتيب | اللاعب           | النادي          | الجنسية  | النقاط |
| ------- | ---------------- | --------------- | -------- | ------ |
| 1       | ريفالدو          | برشلونة         | البرازيل | 219    |
| 2       | ديفيد بيكهام     | مانشستر يونايتد | إنجلترا  | 154    |
| 3       | أندريه شيفتشينكو | إيه سي ميلان    | أوكرانيا | 64     |